# キングストン-スループ・アベニュース駅
キングストン-スループ・アベニュース駅（Kingston-Throop Avenues）はブルックリン区ベッドフォード-スタイベサントのフルトン・ストリート直下にあり、キングストン・アベニューとスループ・アベニューの間にあるニューヨーク市地下鉄INDフルトン・ストリート線の駅である。C系統が深夜帯を除く終日停車する。C系統が運休される深夜帯はA系統が停車する。

## 駅構造
| G          | 地上階                     | 出入口 |
| P ホーム階 | 相対式ホーム、右側扉が開く | 相対式ホーム、右側扉が開く |
| P ホーム階 | 北行緩行線                 | ← 深夜帯：207丁目駅行き（ノストランド・アベニュー駅） ← 168丁目駅行き（ノストランド・アベニュー駅）                           |
| P ホーム階 | 北行急行線                 | ← 深夜帯以外：通過 |
| P ホーム階 | 南行急行線                 | → 深夜帯以外：通過 → |
| P ホーム階 | 南行緩行線                 | → 深夜帯：ファー・ロッカウェイ駅行き（ユーティカ・アベニュー駅）→ ユークリッド・アベニュー駅行き（ユーティカ・アベニュー駅）→ |
| P ホーム階 | 相対式ホーム、右側扉が開く | |

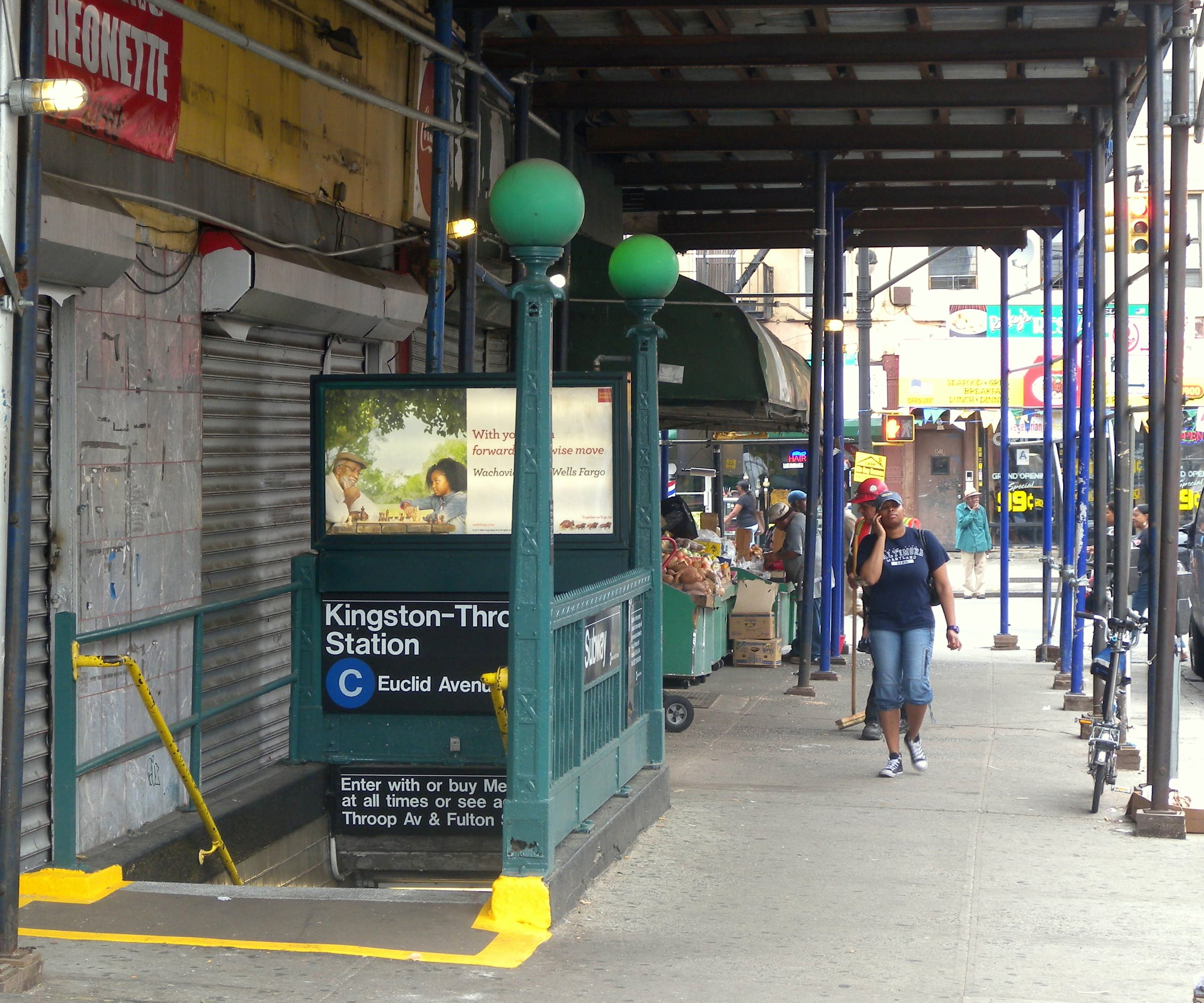
南行ホーム入口

当駅は相対式ホーム2面4線の地下駅で、1936年4月9日に開業した。南北ホームは若干ずれて配置されており、南行ホームは北行ホームより約300フィート(91メートル)北側に寄っている。中央の急行線はA系統が日中に通過している。ホームには「KINGSTON - THROOP AV.」とサンセリフ体で書かれたタイルがある。また濃い黄色の柱は南北ホームの改札付近にしかない。
MTAは2015-2019年の投資計画で当駅をニューヨーク市地下鉄の他30駅とともに最大6か月間営業休止して全面的なリニューアルを行うと発表した。リニューアルの内容はUSBステーション、地図や対話勧告の設置、照明、壁面、床材の更新などである。しかし、資金不足が生じた影響で2018年に計画が修正され、当駅を含む13駅のリニューアルは2020-2024年の投資計画まで延期されることとなった。

### 出口
ホーム階にある改札はホームごとに位置が異なっている。ユークリッド・アベニュー駅方面の改札はホーム西端にあり、キングストン・アベニューに出る。マンハッタン方面の改札はホーム中央付近にあり、スループ・アベニューに出る。また改札内でホーム間は結ばれておらず、いったん改札を出て地上階へ上る必要がある。
- 階段1つ、フルトン・ストリートとキングストン・アベニュー交差点の南東[7]。(南行ホーム接続)
- 階段1つ、フルトン・ストリートとスループ・アベニュー交差点の北東[7]。(北行ホーム接続)
- 階段1つ、フルトン・ストリートとスループ・アベニュー交差点の北西[7]。(北行ホーム接続)

## 殺人事件
この駅は1995年に50歳の駅員であるハリー・カウフマンを殺害した現場となった。強盗はユークリッド・アベニュー駅方面プラットホームの詰所に加速器を吹き込み、マッチで降りて爆発し、ガラスを吹き飛ばして詰所を変形させた。この出来事は映画「Money Train（1995）」が殺人事件に影響を与えたとの主張を理由に国民の注目を集めた。その主張は根拠がなく、映画のプロデューサー、コロンビア・ピクチャーズは、シーンが1988年に以前のイベントに触発されたと主張し、別の詰所の事務員も同じように殺害された。